# Polycentropus vernus
Polycentropus vernus är en nattsländeart som beskrevs av Hamilton, Harris och Lago 1990. Polycentropus vernus ingår i släktet Polycentropus och familjen fångstnätnattsländor. Inga underarter finns listade i Catalogue of Life.